# Dicranomyia (Sivalimnobia) nongkodjadjarensis
Dicranomyia (Sivalimnobia) nongkodjadjarensis is een tweevleugelige uit de familie steltmuggen (Limoniidae). De soort komt voor in het Oriëntaals gebied.